# Shuangtai (köpinghuvudort i Kina, Liaoning Sheng, lat 40,22, long 122,27)
Shuangtai är en köpinghuvudort i Kina. Den ligger i provinsen Liaoning, i den nordöstra delen av landet, omkring 200 kilometer sydväst om provinshuvudstaden Shenyang. Antalet invånare är 18 574. Befolkningen består av 8 910 kvinnor och 9 664 män. Barn under 15 år utgör 11,0 %, vuxna 15-64 år 76 %, och äldre över 65 år 11,0 %.
Runt Shuangtai är det tätbefolkat, med 297 invånare per kvadratkilometer. Närmaste större samhälle är Lutun, 8,8 km nordväst om Shuangtai. Omgivningarna runt Shuangtai är en mosaik av jordbruksmark och naturlig växtlighet.
Genomsnittlig årsnederbörd är 910 millimeter. Den regnigaste månaden är juli, med i genomsnitt 262 mm nederbörd, och den torraste är januari, med 7 mm nederbörd.